# Dinnington (Yorkshire du Sud)
Pour les articles homonymes, voir Dinnington.
Dinnington est une ville et une paroisse civile du Yorkshire du Sud, en Angleterre.